# John Howard, 1. Duke of Norfolk

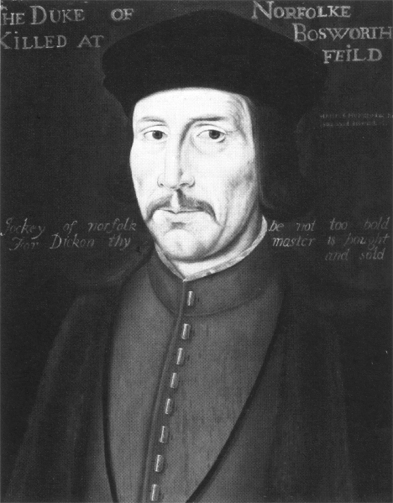
John Howard, 1. Duke of Norfolk

John Howard, 1. Duke of Norfolk KG (* um 1425; † 22. August 1485 bei Market Bosworth) war ein englischer Adliger und Militär. Er war während der Rosenkriege ein loyaler Unterstützer des Hauses York, dessen Königen er als Militär, Verwalter und Diplomat diente. Dabei galt er als einer der erfolgreichsten englischen Diplomaten seiner Zeit. Von Richard III. zum Duke of Norfolk erhoben, unterstützte er diesen, wenn auch nicht uneigennützig, bis zu seinem Tod in der Schlacht von Bosworth.

## Herkunft
John Howard entstammte der englischen Familie Howard. Er war der einzige Sohn von Sir Robert Howard und dessen Frau Lady Margaret Mowbray, einer Tochter von Thomas Mowbray, 1. Duke of Norfolk. Sein Geburtsjahr ist unbekannt, doch seine Mutter war 1421 noch unverheiratet und da Howards erstes Kind 1443 geboren wurde, wurde er wahrscheinlich Mitte der 1420er geboren. Sein Vater starb bereits 1436. Nach dem Tod seines Großvaters Sir John Howard 1437 erbte er von seiner Großmutter Alice Tendring ein kleines Gut in Stoke-by-Nayland in Suffolk, das sein Wohnsitz wurde.

## Aufstieg als Vasall des Duke of Norfolk
Wie bereits sein Vater trat Howard in den Dienst der mit ihm verwandten Dukes of Norfolk aus dem Haus Mowbray. Als Vasall seines Cousins John Mowbray, 3. Duke of Norfolk gehörte er auch dessen Rat an. Dabei wurde er in den in East Anglia ausgetragenen Machtkampf zwischen Norfolk und William de la Pole, 1. Duke of Suffolk verwickelt. Howard wurde zahlreicher Vergehen wie der Zerstörung von Zäunen und der widerrechtlichen Jagd auf Suffolks Ländereien beschuldigt. 1453 verlor er einen Prozess gegen Suffolks Witwe Alice Chaucer. Auch sein Versuch, vor Gericht als Erbe seiner Großmutter mehrere Güter der Herrschaft Kerdiston einzuklagen, scheiterte. In den 1450er Jahren bekleidete Howard eine Reihe von Ämtern in East Anglia, wo er zunehmend an Einfluss gewann. Er diente als Richter in Norfolk und Suffolk und ab Anfang der 1450er Jahre übernahm er verschiedene lokale Ämter. Bei den Unterhauswahlen 1449 wurde er als Knight of the Shire für Suffolk gewählt. Bei den umstrittenen Unterhauswahlen von 1453 und 1461 wurde er als Knight of the Shire für Suffolk und 1455 für Norfolk gewählt. 1461 diente er als Sheriff für Norfolk und Suffolk. Nach späteren Angaben nahm er in der Endphase des Hundertjährigen Kriegs am Feldzug von Lord Lisle in die Gascogne teil, die mit der Niederlage in der Schlacht von Castillon am 17. Juli 1453 endete. 

## Weiterer Aufstieg im Dienst von Eduard IV.

### Teilnahme an den Kämpfen der Rosenkriege
Während der Rosenkriege führte Howard 1461 die Truppen des Dukes of Norfolk, der Eduard, den Thronanwärter des Hauses York unterstützte. Nach dem entscheidenden Sieg in der Schlacht von Towton wurde er bei der Krönung von Eduard zum Ritter geschlagen. Anschließend wurde er zum Sheriff von Norfolk und Suffolk sowie zum Kommandanten von Norwich und Colchester Castle ernannt. Er wechselte nun in den königlichen Haushalt, wobei er dem König vor allem als Militär diente. 1462 und 1463 gehörte er dem Belagerungsheer an, das die drei großen Burgen Alnwick, Bamburgh und Dunstanburgh Castle in Northumberland belagerte, die noch in den Händen von Anhängern des Hauses Lancaster waren. 1464 führte er einen Feldzug gegen die Lancastrianer im nordwalisischen Denbighshire. Dabei diente Norfolks Burg Holt Castle, deren Kommandant Howard war, als sein Hauptstützpunkt. Danach führte er noch im selben Jahr eine eigene Streitmacht nach Nordengland, wo er sich dem letzten Feldzug des Königs gegen die Lancastrianer in Nordengland anschloss.

### Tätigkeit als Diplomat und Höfling
Von November 1467 bis November 1468 diente Howard als Sheriff von Berkshire und Oxfordshire. Im Juni 1467 organisierte er als Stellvertreter seines Cousins Norfolk in Smithfield ein Turnier, das als das prächtigste der damaligen Zeit galt. Howard wendete dafür selbst 300 Mark auf. In dem Turnier tjostierte Anthony, Lord Scales, ein Bruder der Königin gegen Antoine, ein unehelicher Sohn von Herzog Philipp III. von Burgund. Durch seine Dienste für den König stieg Howard vor 1467 zum Knight of the Body des Königs auf. Im selben Jahr wurde er erstmals zum königlichen Gesandten ernannt. Er gehörte der hochrangigen Delegation an, die in Burgund über eine Heirat von Margaret, der Schwester des Königs, mit Herzog Karl dem Kühnen verhandelte. Danach gehörte er einer weit weniger hochrangigen Gesandtschaft nach Frankreich an, wo der französische König Ludwig XI. versuchte, das Bündnis zwischen England und Burgund zu stören. Die Gesandtschaft bestand aus Howard, Sir Richard Tunstall und Thomas Langton. Trotz der erfolglosen Mission beeindruckte die Gesandtschaft sowohl den französischen wie auch den englischen König, und die drei stiegen in der Folge zu den wichtigsten englischen Gesandten der damaligen Zeit auf. Dazu wurde Howard auch Mitglied des königlichen Rates. 1468 gehörte er zur Eskorte, die Prinzessin Margaret zu ihrer Hochzeit nach Burgund geleitete, und im September 1468 wurde er zum Treasurer of the Household ernannt. Zwischen dem 29. Dezember 1469 und dem 12. Februar 1470 wurde er zum Baron Howard erhoben.

### Aufbau eines bedeutenden Landbesitzes
Durch den Dienst für den König war Howard zum reichen Mann geworden. Von seinem Grundbesitz Stoke-by-Nayland aus hatte er einen Besitz aufgebaut, der etwa sechzehn Güter umfasste. Sieben dieser Güter hatte er 1462 vom König erhalten, zwei Güter hielt er als Lehen seines Cousins Norfolk und zwei weitere als Lehen seiner Cousine Elizabeth Howard, Countess of Oxford, der Erbin ihres Großvaters Sir John Howard und dessen ersten Frau Margaret Plaitz. Die restlichen Güter hatte er vermutlich gekauft, möglicherweise zur Zeit seiner Heirat mit Catherine Moleyns zu Beginn der 1440er Jahre. Seine Aufzeichnungen und andere Dokumente belegen, dass Howard sich erheblich um das Tagesgeschäft der Bewirtschaftung seiner Güter kümmerte. Dabei erwies er sich als umsichtiger und effizienter Verwalter. Ab 1463 kaufte oder erhielt er weitere Güter, darunter sechs, die vom Earl of Oxford, dem Sohn seiner Cousine Elizabeth beschlagnahmt wurden. Dadurch war Howard zum wichtigsten Unterstützer von Eduard IV. in East Anglia geworden. Von den anderen vier Magnaten der Region waren der Duke of Norfolk und der Duke of Suffolk politisch unbedeutend, Anthony, Lord Scales hielt sich ständig am Königshof und nicht in East Anglia auf, und der Earl of Oxford war im Exil. Um diese Zeit hatte Howard aus seinen Ländereien jährliche Einkünfte von etwa £ 800, dazu kamen seine Einkünfte aus seinen Ämtern und durch Handel. Vor 1467 war er reich genug geworden, so dass er seinem verarmten Cousin Norfolk £ 1000 leihen konnte.

### Tätigkeit als Schiffseigner und als Admiral
Anscheinend war Howard bereits früh der Seefahrt verbunden und stieg während seines Lebens zu den größten Schiffseignern des Englands des 15. Jahrhunderts auf. Er gehörte schon vor der Thronbesteigung von Eduard IV. einem Ausschuss an, der sich mit Angelegenheiten der Seefahrt beschäftigte, und vor 1464 wurde er zum stellvertretenden Admiral für Norfolk und Suffolk ernannt. In dem ersten erhaltenen Band seiner Haushaltsbücher sind vor allem Zahlungen für den Bau eines Schiffes in Dunwich enthalten. Die Baukosten für das 80 t große Schiff betrugen zwischen £ 150 und £ 200, wobei Howard vom König mit £ 30 finanziell unterstützt wurde. Mehrere Fahrten des schließlich Edward getauften Schiffes sind belegt. In der Folge ließ Howard weitere Schiffe bauen, und über mehrere Jahre hinweg besaß er zehn, vielleicht sogar zwölf Schiffe, von denen sechs groß genug waren, um Handel mit dem Ausland zu betreiben. Ihre Fahrten können durch Rechnungsbücher und Zollbelege nachvollzogen werden. Howards Schiffe wurden für Handelsfahrten gechartert, wobei sie auch als Geleitschiffe zum Schutz von kleineren Schiffen gegen Angriffe von Piraten dienten. Sie dienten auch dem König als Teil der königlichen Flotte. 1468 war er für die Ausrüstung und Verproviantierung mehrerer Kriegsschiffe von der Ostküste Englands verantwortlich, die von Lord Scales kommandiert wurden. 1470 diente er selbst als Kommandant einer Flotte, die im Ärmelkanal patrouillierte, und am 2. Juli 1470 wurde er zum stellvertretenden Statthalter von Calais, dem englischen Brückenkopf in Frankreich, ernannt.

### Weiterer Dienst für Eduard IV.
Als Anhänger des Hauses Lancaster im Sommer 1470 Eduard IV. stürzten und wieder Heinrich VI. auf den Thron setzten, verlor Howard seine Ämter. Er folgte Eduard jedoch nicht ins Exil, sondern wurde als neu erhobener Baron im Oktober 1470 von Heinrich VI. zum Parlament geladen. Als im kommenden Jahr Eduard IV. wieder in England landete, stellte Howard zu seiner Unterstützung eine Truppe auf, die für die Yorkisten in der Schlacht von Barnet kämpften. Nach dem Sieg Eduards IV. wurde Howard 1472 in den Hosenbandorden aufgenommen. Dazu erhielt er sein Amt als stellvertretender Statthalter von Calais zurück, weshalb er in den nächsten Jahren viel Zeit in Calais verbrachte. Während des hansisch-englischen Kriegs setzte Howard 1473 wieder einmal mit dem Schiff nach Calais über, von wo er nach Brügge weiterreisen wollte. Ziel seiner Reise war es, die Spannungen in den Handelsbeziehungen mit Burgund auszuräumen, bevor der geplante gemeinsame Angriff von Burgund und England auf Frankreich begann. Bei der Überfahrt aber wurde Howards Schiff von drei hanseatischen Schiffen angegriffen und auf eine Sandbank gedrängt. Sechzehn seiner Diener und Begleiter wurden bei dem Angriff getötet, doch Howard selbst konnte knapp in einem Beiboot entkommen. Als 1475 der geplante englische Angriff auf Frankreich begann, stellte Howard ein Kontingent von 20 Men-at-arms und 200 Bogenschützen. Er spielte jedoch vor allem eine Rolle in den Verhandlungen, die zum Vertrag von Amiens führten, mit dem der Krieg mit Frankreich beendet wurde. Anschließend blieb er als Geisel in Frankreich, während sich die englische Armee über den Ärmelkanal nach England zurückzog. In Frankreich lernte er den französischen Chronisten Philippe de Commynes kennen, der später bemerkte, dass die Engländer ihre Verhandlungen nicht mit der Gerissenheit der Franzosen führten, sondern mit Offenheit und Aufrichtigkeit. Dabei riet er, dass die Engländer nicht brüskiert werden sollten, denn es sei gefährlich, wenn sie sich einmischen würden. Diese allgemeine Charakterisierung deckt sich mit den Eigenschaften, die von Howard bekannt sind. Wie eine Reihe anderer Räte profitierte auch Howard finanziell von dem Frieden. Er erhielt von dem französischen König Ludwig XI. eine Pension von 1200 Écu sowie noch weiteres Geld und Silber. Bis zu Eduards Tod blieb Howard aber einer der vertrautesten Gesandten des englischen Königs. 1481 führte er mit seinen Schiffen einen erfolgreichen Vorstoß nach Schottland, bei dem er im Firth of Forth mehrere schottische Schiffe verbrannte.

## Unterstützer von Richard III. und Erhebung zum Duke of Norfolk
Als der letzte Duke of Norfolk aus dem Haus Mowbray 1476 starb, wurde sein einziges Kind, seine Tochter Anne, rasch mit Richard of York, dem jüngeren Sohn des Königs verheiratet, doch sie starb 1481 noch als Kind. Die nächsten potentiellen Erben der Ländereien der Familie Mowbray waren über ihre Mütter Howard und sein Cousin William Berkeley, 2. Baron Berkeley. Ihre Erbansprüche wurden aber durch zwei Parlamentsbeschlüsse entkräftet, nach denen das Mowbray-Erbe an Richard of York fiel, der auch zum Duke of Norfolk erhoben worden war. Für den Verlust seines Erbes wurde Berkeley von Eduard IV. reich entschädigt, Howard jedoch nicht. Als Eduard IV. 1483 starb, gehörte Howard nicht zu den erklärten Unterstützern von Königin Elizabeth Woodville und deren Familie. Stattdessen hatte er bereits mehrfach mit Richard, Duke of Gloucester zusammen gearbeitet, dem Bruder des Königs. Gloucester sicherte sich für seinen Griff nach Krone die Unterstützung von Howard, indem er ihn am 28. Juni 1483, zwei Tage, nachdem er sich des Thrones bemächtigt hatte, zum Duke of Norfolk und zum Earl Marshal erhob. Die Erhebung von Howard zum Duke of Norfolk machte das Dukedom von Richard of York und die beiden Parlamentsbeschlüsse ungültig, bevor die Gerüchte aufkamen, dass Richard of York oder sein älterer Bruder, der rechtmäßige Thronerbe Eduard tot sein könnten. Von dem Mowbray-Erbe erhielt Berkeley die Besitzungen in den Midlands und den Titel Earl of Nottingham, während Howard die Besitzungen in East Anglia sowie in Surrey und Sussex erhielt. Richard III. schenkte Howard noch weitere Ländereien, außerdem wurde er am 13. Mai 1483 Verwalter der Ländereien des Herzogtums Lancaster südlich des Trent und am 25. Juli 1483 Admiral of England. Damit war Howard zu einem der reichsten Magnaten von England aufgestiegen. Im Gegenzug war Howard ein loyaler Unterstützer von Richard III. Während der Rebellion des Duke of Buckingham sicherte Howard erfolgreich die City of London für den König. 1484 gehörte er zum Gefolge des Königs, als dieser in Nottingham eine schottische Gesandtschaft empfing. Dennoch war Howard trotz seines Titels und seiner Ämter selten am Hof von Richard III., sondern lebte hauptsächlich auf seinen Besitzungen in East Anglia. Als 1485 Henry Tudor in Wales landete, stellte Howard ein 1000 Mann starkes Kontingent auf, das am 22. August 1485 in der Schlacht von Bosworth für Richard III. kämpfte. Obwohl Howard bereits etwa 60 Jahre alt war, kommandierte er in der Schlacht die Vorhut des Königs. Diese Einheit war lange Zeit die einzige Abteilung des königlichen Heeres, das aktiv kämpfte, und kämpfte gegen den Earl of Oxford. Kurz nachdem Richard III. selbst in einem verzweifelten Versuch Henry Tudor angegriffen hatte, wurde Howard getötet. Sein Leichnam wurde nach Thetford Priory überführt, der traditionellen Begräbnisstätte der Dukes of Norfolk. Das erste Parlament des siegreichen Heinrich VII. verhängte postum eine Bill of Attainder gegen ihn, dazu eine gegen seinen Sohn Thomas Howard, Earl of Surrey. Später wurde sein Sohn rehabilitiert und erhielt als zweiter Duke of Norfolk den Titel seines Vaters. 

## Ehen und Nachkommen
Howard war zweimal verheiratet. In erster Ehe heiratete er zwischen 1440 und 1442 Catherine, eine Tochter von William Moleyns und von dessen Frau Margery Whalesborough. Mit ihr hatte er mindestens sechs Kinder:
- Thomas Howard, 2. Duke of Norfolk (1443–1524)
- Nicholas Howard († um 1468)
- Isabel Howard ⚭ Sir Robert Mortimer
- Anne Howard ⚭ Sir Edmund Gorges
- Margaret Howard ⚭ Sir John Wyndham
- Jane Howard († 1508) ⚭ John Tymperley

Nach dem Tod seiner ersten Frau am 3. November 1465 heiratete Howard im Januar 1467 Margaret († 1494), die Witwe des Londoner Lord Mayor Nicholas Wyfold († 1456) und von John Norris († 1466). Sie war eine Tochter von Sir John Chedworth. Mit ihr hatte er eine Tochter:
- Katherine Howard († 17. März 1536) ⚭ John Bourchier, 2. Baron Berners

Über seinen Sohn Thomas war Howard der Urgroßvater von Anne Boleyn und Catherine Howard, der zweiten und der fünften Frau von Heinrich VIII., die beide hingerichtet wurden.